# Parascolopsis aspinosa
Parascolopsis aspinosa là một loài cá biển thuộc chi Parascolopsis trong họ Cá lượng. Loài cá này được mô tả lần đầu tiên vào năm 1981.

## Từ nguyên
Từ định danh aspinosa được ghép bởi hai âm tiết: tiền tố a (tiếng Hy Lạp cổ đại, ἀ-, "không có") và spinosa (tiếng Latinh, "đầy gai, ngạnh"), hàm ý đề cập đến sự thiếu vắng của ngạnh dưới nắp mang ở loài này.

## Phân bố và môi trường sống
P. aspinosa có phân bố giới hạn ở phía bắc Ấn Độ Dương, bao gồm phía nam Biển Đỏ và vịnh Aden, vịnh Ba Tư và vịnh Oman, biển Ả Rập, vịnh Bengal và biển Andaman.
P. aspinosa sống trên nền đáy cát và bùn ở vùng nước ngoài khơi, độ sâu khoảng 20–300 m.

## Mô tả
Chiều dài cơ thể lớn nhất được ghi nhận ở P. aspinosa là 22,8 cm. Cơ thể màu hồng cam, với 4 vệt đỏ nhạt trên lưng và 2 trên cuống đuôi. Vùng dưới và rìa của trước nắp mang màu vàng óng. Vệt đen ở gốc vây lưng nằm giữa gai thứ 8 và tia mềm đầu tiên. Viền các vây màu cam, vây hậu môn hồng nhạt, vây ngực vàng nhạt.
Số gai vây lưng: 10; Số tia vây lưng: 9; Số gai vây hậu môn: 3; Số tia vây hậu môn: 7; Số tia vây ngực: 14–15; Số gai vây bụng: 1; Số tia vây bụng: 5.

## Sinh thái
P. aspinosa chủ yếu ăn các loài thủy sinh không xương sống. Ở biển Ả Rập, P. aspinosa sinh sản quanh năm, đạt đỉnh điểm là vào tháng 8–tháng 9 và tháng 1.

## Sử dụng
P. aspinosa ít khi được bán trong các chợ cá và không quan trọng về mặt thương mại.